# ونداد اومید
```
ونداد اومید
 پسر ونداسپگان است و ونداسپگان برادر کوچکتر ونداد هرمز از خاندان قارنوند است که قسمت‌های غربی 
طبرستان
 تحت فرمانروایی او بوده‌است. در دوره 
مأمون
 خلیفه عباسی، ونداد اومید به همدستی شهریار بن شروین از خاندان باوند که قسمت‌های غربی طبرستان تحت فرمانروایی آنهابوده است. به قلمرو تحت فرمانروایی 
مازیار
 نوه ونداد هرمز حمله کردند و مازیار را بیرون راندند. پس از آن مازیار به اسلام گروید و با حمایت خلیفه به قلمرو خویش بازگشت، در ابتدا عموی خویش ونداد اومید را کشت و قلمرو خاندان باوند را به قلمرو خود افزود.
[
۱
]
```